# Porthidium nasutum
Porthidium nasutum là một loài rắn trong họ Rắn lục. Loài này được Bocourt mô tả khoa học đầu tiên năm 1868.

## Hình ảnh

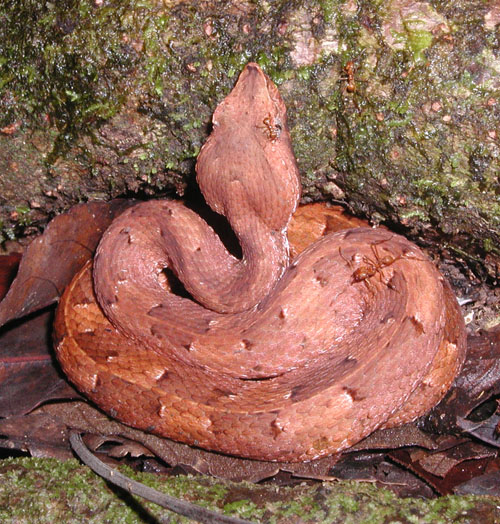
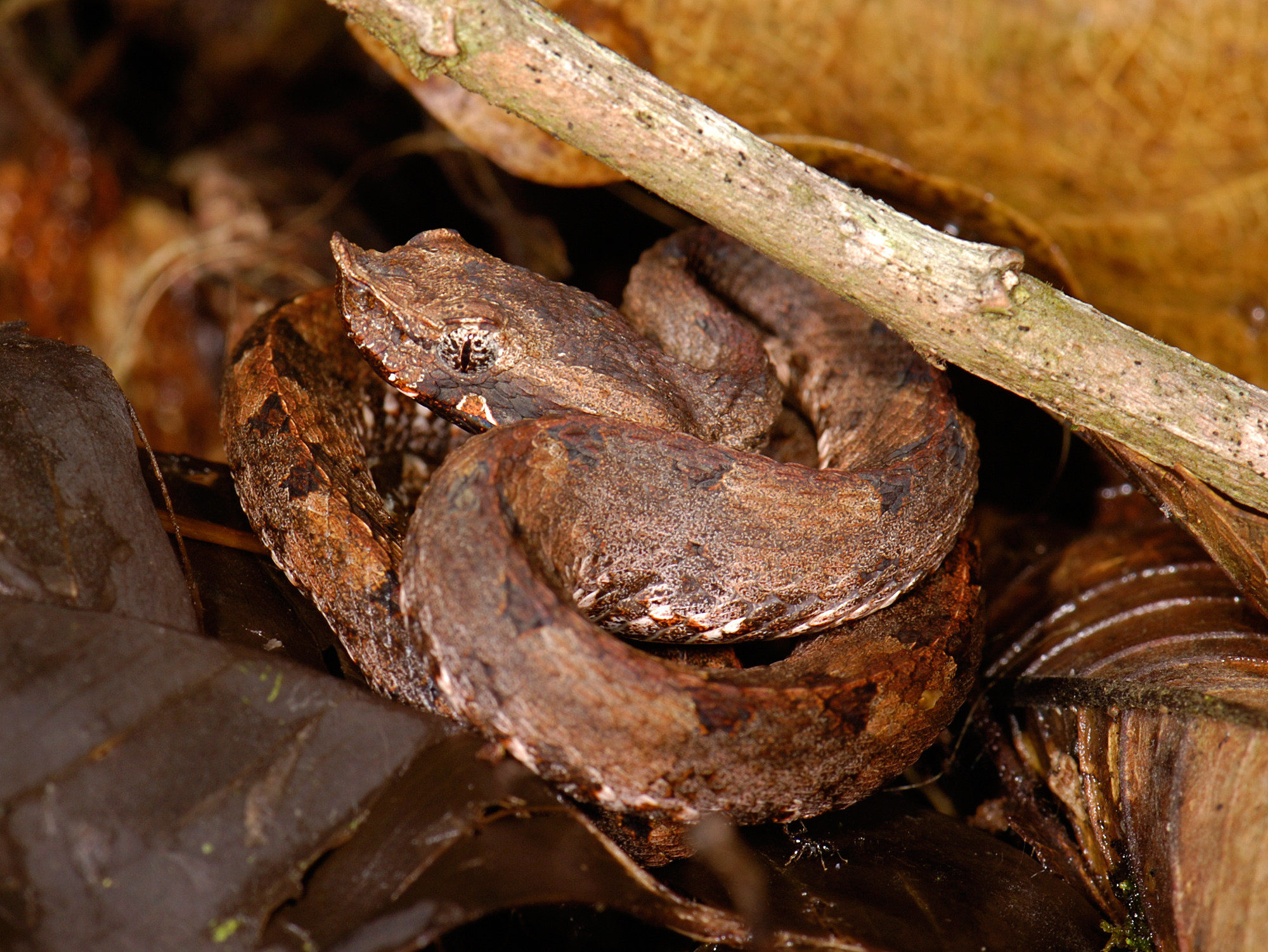
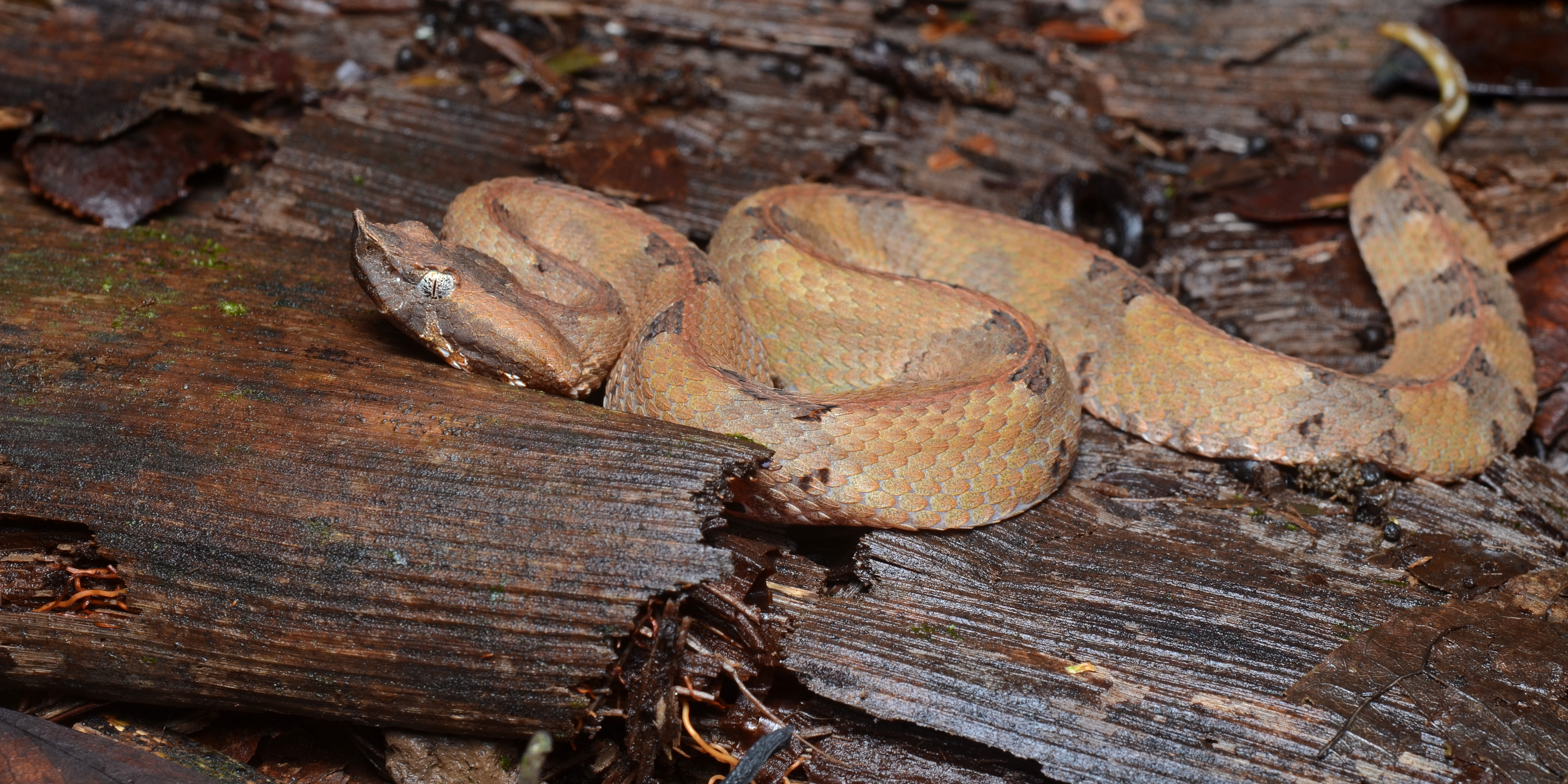